# Кирябинское
Киря́бинское (баш. Кирәбе) — село в Учалинском районе Республики Башкортостан Российской Федерации. Центр Кирябинского сельсовета.

## География

### Географическое положение
Расстояние до:
- районного центра (Учалы): 40 км,
- ближайшей железнодорожной станции (Учалы): 32 км.

## Население
| 2002 | 2009 | 2010 |
| ---- | ---- | ---- |
| 593  | ↘532 | ↘485 |

Национальный состав
Согласно переписи 2002 года, преобладающая национальность — русские (75 %).

## Религия
В селе есть православная церковь Илии Пророка.